# Chilkasa
Chilkasa es un género de lepidópteros perteneciente a la familia Noctuidae. Su única especie: Chilkasa falcata se encuentra en la India, Tailandia, península Malaya, Sumatra, Borneo y Filipinas.